# Камнелюбка Паркера
Камнелюбка Паркера (лат. Petropedetes parkeri) — вид бесхвостых земноводных семейства Petropedetidae рода камнелюбки. Встречается в западном Камеруне и восточной Нигерии. Особи, обнаруженные в Экваториальной Гвинее и Габоне, возможно, принадлежат к виду Petropedetes euskircheni, однако это не подтверждено. Видовое название Petropedetes parkeri дано в честь Хэмптона Уайлдмана Паркера (англ. Hampton Wildman Parker (1897 – 1968)), британского зоолога и герпетолога из Музея естественной истории в Лондоне.

## Описание
Размер взрослых самцов составляет 38—74 мм, а взрослых самок — 45—61 мм в длину от кончика носа до анального отверстия. Тело крепкое и коренастое. Барабанная перепонка среднего размера; обычно превышает размер глаза у самцов, но всегда меньше глаза у самок. Морда короткая и закругленная. Пальцы на передних конечностях имеют рудиментарные перепонки. Спина и бока оливковые или буроватые, иногда могут быть с размытыми коричнево-оливковыми пятнами. Горло грязно-беловатое, брюшко беловатое, слегка полупрозрачное. Бедра и голени имеют большие тёмные пятна, разделенные тонкими поперечными полосами яркого цвета. Радужка глаз золотистая.

## Среда обитания и охранный статус
Информации об популяции и биологии камнелюбки Паркера недостаточно для оценки охранного статуса. Все особи вида были обнаружены на высоте менее 1000 метров над уровнем моря. Скорее всего, это лесной житель, хотя в период размножения взрослые особи собираются на влажных каменистых поверхностях возле ручьев. Яйца откладываются вне воды на обдающиеся ей скалы или камни.
Вероятно, вид находится под угрозой исчезновения из-за вырубки лесов, в которых обитают эти бесхвостые амфибии, а также заселения обжитых камнелюбками Паркера мест людьми. Скорее всего, особи вида могут погибать и из-за хитридиомикоза, очень опасной болезни. Встречается и в национальном парке Коруп в Камеруне.